# The 50th Law
The 50th Law (pt: A Lei de Fifty/ br: A 50ª lei) é um best-seller escrito colaborativamente por 50 Cent e Robert Greene. Os temas principais são destemor e estratégia.
O livro foi lançado oficialmente nos Estados Unidos no ano de 2009 e em 2010 foi traduzido e é comercializado no Brasil pela editora Rocco. O livro baseia-se em fatos da vida de 50 Cent antes de tornar-se um rapper famoso, desde seu envolvimento com o tráfico de drogas até ao atentado sofrido por ele no ano 2000
onde levou nove tiros à queima-roupa.
O livro dá ao leitor uma nova visão de mundo e o provê com as estratégias necessárias para ser uma pessoa destemida e diz que nossos únicos verdadeiros medos são aqueles que ameaçam a nossa sobrevivência, sendo que os outros são criados por nossas próprias mentes.